# Jean Antoine Oor
Jean Antoine Oor (Leuven, 11 januari 1828 – Roermond, 25 september 1910) was een Belgisch-Nederlands beeldhouwer.

## Levensloop
Hij was een zoon van de ‘ebbenhoutwerker’ Henricus Oor en zijn vrouw Anna Catharina Geleij. In Leuven, zijn geboortestad, werd hij opgeleid door de neogotische beeldhouwer Karel Hendrik Geerts. Hij vestigde zich in 1857 in Roermond, waar hij leerling werd in het atelier voor kerkelijk kunst Cuypers & Stolzenberg. In 1862 stichtte hij de firma Oor & Co. kunstateliers, later Oor & Zonen, tussen de Zwartbroekstraat en de Schuitenberg in Roermond. Zelf woonde hij in een villa aan de Kapellerlaan. Later opende hij ook een vestiging in de Duitse plaats Mönchengladbach. Op een bepaald moment besloot Oor samen te werken met de architect François van Schoubroeck. Door het vroegtijdig overlijden van Van Schoubroeck was dit samenwerkingsverband echter van korte duur.
Oor had veel succes met zijn onderneming. Op het hoogtepunt waren er meer dan 30 personen werkzaam. Hij werkte voor opdrachtgevers in Nederland, Duitsland, België, Frankrijk en Engeland en incidenteel ook in Amerika en Nederlands-Indië. In 1891 won de firma Oor de prijsvraag voor het altaar van de Marienkirche in Hannover. Bij die gelegenheid werd Jean Antoine Oor door paus Leo XIII benoemd tot ridder in de Orde van Sint-Gregorius de Grote.
Van zijn drie zoons waren Jacques en Mathieu Oor ook beeldhouwer. Zijn zoon Henri Oor was priester. Jacques Oor nam in 1907 de leiding over de kunstwerkplaats van zijn vader over, terwijl Mathieu de vestiging in Mönchengladbach overnam.

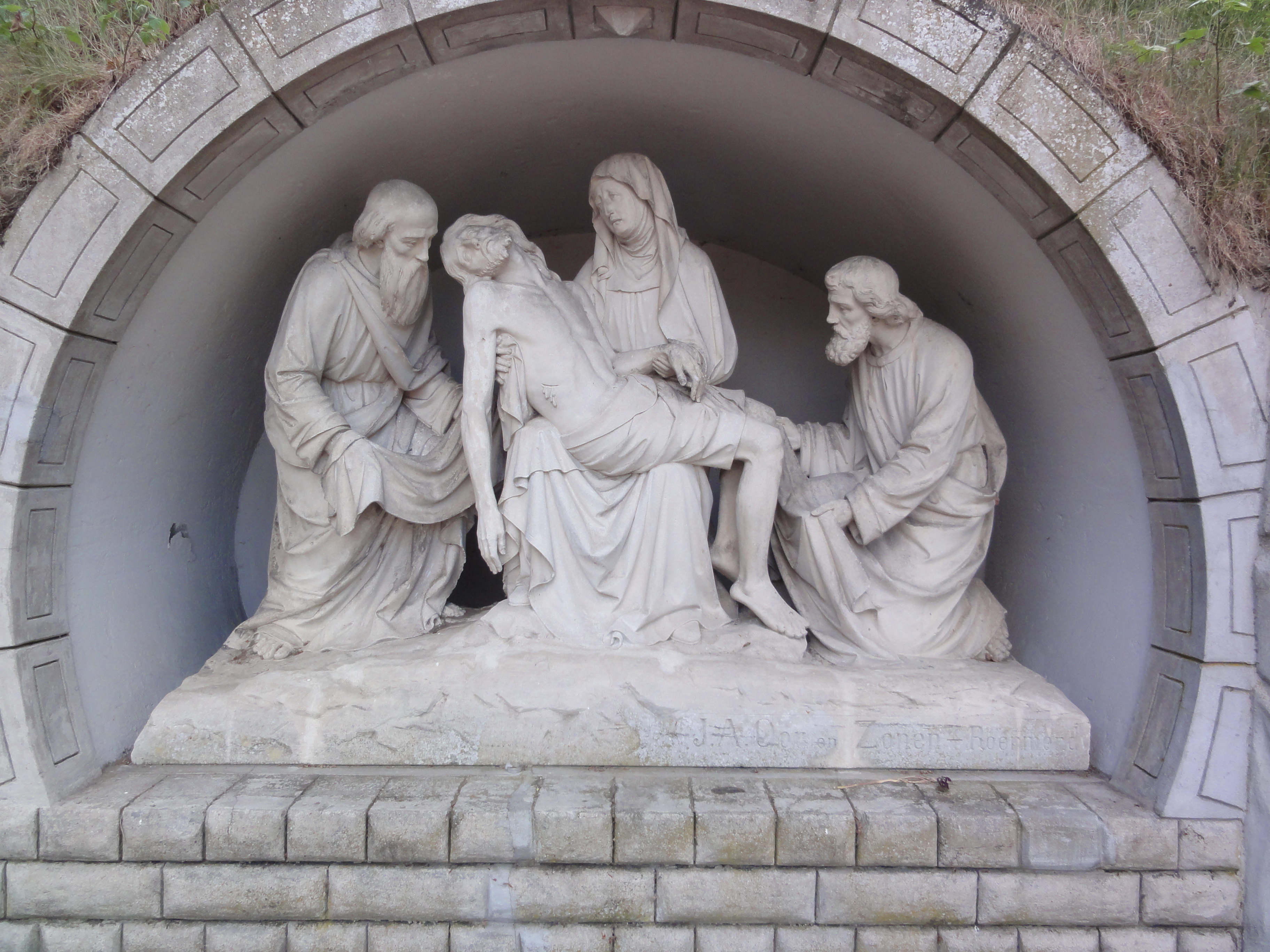
J.A. Oor & Zonen. Piëta. 1903. Gemert, R.K. kerkhof St. Jan de Doper.

## Werk
De firma Oor produceerde voornamelijk religieuze kunst, zoals altaren, preek- en biechtstoelen, communiebanken, kerkbanken, beelden(groepen) en kruiswegen. Het atelier werkte in marmer, zandsteen en hout met of zonder polychromie en in elke stijl. In 1880 maakte de firma Oor het retabel in de Caroluskapel in Roermond, in 1881 het altaar en de communiebank in de Sint-Werenfriduskerk in Wervershoof en in 1883 twee wagenschothouten biechtstoelen voor de Sint-Clemenskerk in Nuenen In 1885 ontwierp Oor een deel van de versiering ter gelegenheid van het 450-jarig jubileumfeest van Onze Lieve Vrouwe in 't Zand in Roermond. Op 21 augustus 1888 legde Oor de laatste hand aan het hoofdaltaar voor de Sint-Maximiliaankerk in de Duitse stad Ruhrort met zijvleugels beschilderd door het atelier Windhausen & Zonen in Roermond en een tabernakel uitgevoerd door de Roermondse firma R. Voss & Zonen. In 1889 maakte hij de eikenhouten preekstoel in de Antonius Abtkerk in Wijchen. Hij maakte voor de Sint-Servatiuskerk in Westerhoven de zijaltaren en, in 1894, twee grote engelenbeelden ter weerszijden van het hoogaltaar. Dat jaar won hij een landelijke prijsvraag voor een hoogaltaar voor de Heilig Hartkerk in Den Haag, die hij vervolgens ook mocht uitvoeren. De verguld koperen baldakijn werd uitgevoerd door de firma R. Voss & Zonen. Van rond 1894 dateert ook het grote heiligenbeeld van Sint-Elisabeth dat hij maakte voor de gevel van het Elisabeths Gasthuis in Arnhem. In 1895 leverde hij het hoofdaltaar voor de paters Camillianen in Lille met voorstellingen uit het leven van de heilige Camillus. In 1903 maakte de firma Oor een calvarieberg met boven een kruisbeeld en onder een piëta voor de begraafplaats in Gemert (rijksmonument).

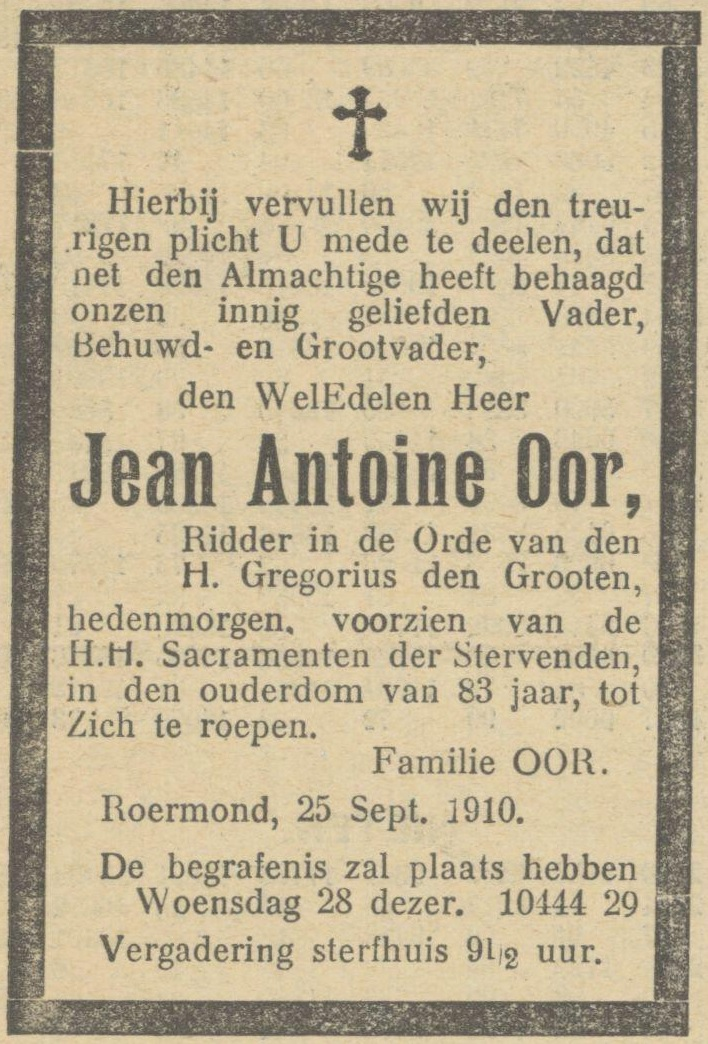
Rouwadvertentie Oor. Afkomstig uit De Maasbode, 27 september 1910.

## Huis Oor
Oor liet voor zichzelf en zijn gezin een villa in chaletstijl bouwen aan de Kapellerlaan (nr. 34, rijksmonument). Het laatste lid van de familie Oor dat hier woonde, de jurist Mr. Jean Oor, overleed in 1993.

## Kinderen
Oor trouwde op 17 september 1857 met de bakkersdochter Isabella Bertrams met wie hij de volgende kinderen kreeg:
1. Paulus Hubertus Oor (overl. Roermond, 4 maart 1862).
2. Francoise Isabelle Hubertine Oor (Roermond, 8 juli 1858 – aldaar, 11 december 1933), trouwde Roermond 6 september 1915 Jean Hubert Edmond Volkhemer.
3. Jean Antoine Henri Oor (Roermond, 6 juli 1860 – aldaar, 6 oktober 1861).
4. Hubertus Paulus Oor (Roermond, 13 september 1861).
5. Jacques Jean Henri Oor (Roermond, 23 mei 1863 – aldaar, 18 februari 1929), beeldhouwer, trouwde in Roermond op 30 april 1901 Emilia Maria Helena Knipscheer (oberl. 1929).
6. Matheus Hubertus (Mathieu) Oor (Roermond, 2 mei 1865 – 1944).
7. Henricus Joannes Hubertus Oor (Roermond, 4 januari 1867 – ).
8. Francois Jean Pascal Oor (Roermond, 28 maart 1869 – aldaar, 28 april 1869).